# MetaTrader 4
MetaTrader 4, cunoscut și ca MT4, este o platformă de tranzacționare electronică utilizată pe scară largă de comercianții online. Dezvoltatorul este compania MetaQuotes Software. 
Software-ul constă atât din componente pentru clienți, cât și din componente de server. Componenta de server este gestionată de broker, iar software-ul pentru clienți este furnizat clienților brokerului care îl folosesc pentru a vizualiza prețurile și graficele în timp real, pentru a plasa comenzi și pentru a-și gestiona conturile.
Clientul este o aplicație bazată pe Microsoft Windows. Deși nu există o versiune oficială a MetaTrader 4 pentru Mac OS, unii brokeri oferă propriile variante MT4 dezvoltate pentru Mac OS.
MetaTrader 4 se concentrează pe tranzacționarea în marjă. Unele companii mari de brokeraj folosesc MetaTrader 4 pentru a tranzacționa CFD-uri, dar totuși nu este destinat lucrului permanent pe piața de valori:
- nu există posibilitatea de a plasa propria comandă în piață pentru ca alți comercianți să o vadă;
- nu există nicio modalitate de a vizualiza lista comenzilor existente pe piață;
- nu există mecanisme de lucru cu opțiuni;
- nu este posibilă conectarea unei surse suplimentare de cotări și știri;
- nu există mecanisme de lucru în moneda națională (raportul de pe terminalul clientului este întotdeauna generat în limba engleză cu dolar USD indicat ca monedă).

MetaTrader 4 a devenit popular datorită capacității personalizate de a-și scrie propriile scripturi de tranzacționare și roboți care ar putea automatiza tranzacționarea.
MetaTrader 4 poate folosi indicatori personalizați și programe de tranzacționare pentru a automatiza tranzacționarea.
Potrivit cercetării efectuate în septembrie 2019, MetaTrader 4 a fost cea mai populară platformă de tranzacționare Forex din lume.